# Petre Cristea

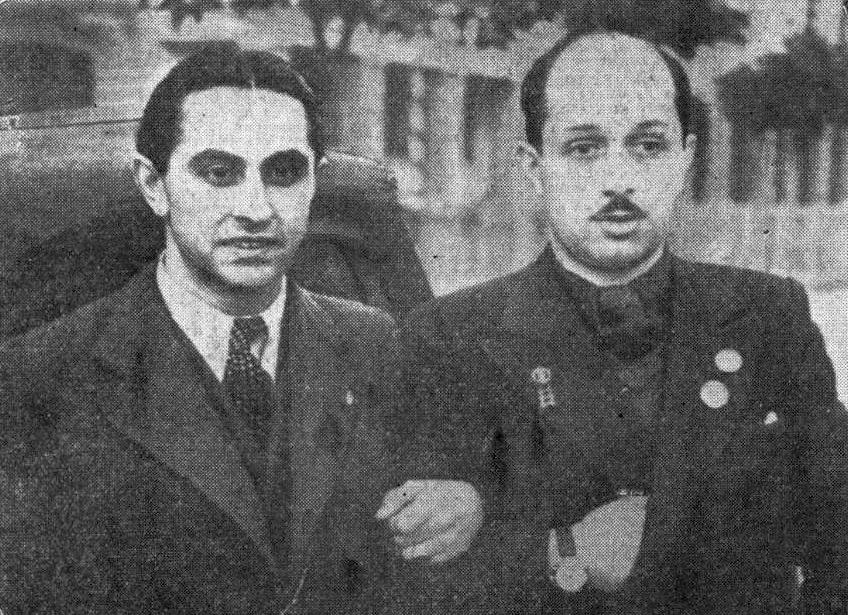
Petre G. Cristea (rechts) mit Ion Zamfirescu (1936)

Petre G. Cristea (* 31. Januar 1909 in Bukarest; † 6. Juli 1995 ebenda) war ein rumänischer Automobilrennfahrer. Sein größter Erfolg war der Sieg bei der Rallye Monte Carlo 1936.

## Karriere im Motorsport

### Die Anfänge
Aus Leidenschaft für Kraftfahrzeuge fälschte Petre Cristea 1925 seinen Personalausweis und erhielt seinen Führerschein, obwohl er erst 16 Jahre alt war. Er begann 1930 mit dem Rennsport und nahm 1931 erstmals an der Rallye Monte Carlo teil. Mit seinem Teamkollegen wurde er Elfter und fuhr einen Dodge Victory Six. Parallel zu seiner Tätigkeit an der Polytechnischen Universität Bukarest, die er aus medizinischen Gründen nach drei Jahren abbrach, setzte er seine Fahrerkarriere fort. Er nahm an den Monte-Carlo-Rallyes 1934 und 1935 teil und belegte in dabei die Ränge 18 bzw. 15. Platz mit einem modifizierten Ford V8.

### Erste Erfolge und der Gesamtsieg bei der Rallye Monte Carlo
Nach diesen Fortschritten beschloss Cristea zusammen mit Ionel Zamfirescu, einem Motorradrennfahrer, einen Ford V8 zu modifizieren, um bei der Rallye Monte Carlo 1936 ein Top-Ergebnis zu erzielen. Um ihm zu helfen, gab ihm Ford Rumänien einen bereits wettbewerbsfähigen Ford V8, den er stark optimierte: Er behielt nur den Kühlergrill, die Motorhaube, die Scheinwerfer, die Kotflügel, die Windschutzscheibe und das Armaturenbrett des Originalautos. Er modifizierte den Motor, der einen in Großbritannien hergestellten Zylinderkopf erhielt, der das Verdichtungsverhältnis reduzierte, er ersetzte die Delco-Zündung durch einen Vertex-Scintila-Magneten und ersetzte den Serienvergaser durch einen doppelten Weber-Vergaser von Maserati, er verstärkte das Fahrgestell, wechselte die Stoßdämpfer mit Lincoln-Herkunft, baute steifere Stoßdämpfer ein, ferner ein starres Getriebe, mit dem der aktuellen Effekt eines Sperrdifferentials erzieltet werden konnte, und verwandelte die Karosserie des Autos in eine Karosserie eines Roadsters. Als das Auto fertig war, gab er an, dass er unmöglich mehr Gewicht von seinem Auto nehmen könne. Zusammen mit seinem Teamkollegen Ionel Zamfirescu und seinem Mechaniker Gogu Constantinescu startete er die Rallye von Athen und kam nach Monte Carlo, ohne Strafpunkte zu sammeln (wie andere 15 Mannschaften). Der Sieger wurde durch einen Slalomwettbewerb ermittelt, bei dem Cristea 0,4 Sekunden vor dem in Frankreich lebenden US-Amerikaner Laury Schell, der einen stärkeren Delahaye fuhr, gewann. Dies war Fords erster Sieg in Monte Carlo und Rumäniens einziger Sieg im Fürstentum. Im folgenden Jahr gewann er die Rallye Monte Carlo, wurde jedoch disqualifiziert, weil seine hinteren Kotflügel nicht regelkonform waren (sie deckten die Räder nicht vollständig ab). 1939 gewann er den Sportwagenlauf im Rahmen des Eifelrennens auf dem Nürburgring mit einem BMW 328. In der Nachkriegszeit nahm Cristea nur an lokalen Rennen und Bergsteigerveranstaltungen in Rumänien teil.
Während seiner Karriere nahm Cristea an 80 Wettbewerben teil (von denen 35 internationale waren) und hatte 56 Podestplätze (30 Siege, 20 zweite Plätze und 6 dritte Plätze).
Nachdem er seine Fahrerkarriere beendet hatte, gründete Petre Cristea 1969 das Autoturism (Auto)-Magazin, das heute dem rumänischen Automobil Clubul Român gehört, und schrieb mehrere Nachschlagewerke, darunter Cum sa devii campion (Wie man ein Champion wird) und Arta de a Conduce Automobilul (Kunst des Autofahrens), Practica automobilului (Die Praxis des Autos), Motorul de automobil (Der Motor des Automobils). Er schrieb auch Dictionar tehnic auto in 7 limbi (Wörterbuch der Automobilbegriffe in 7 Sprachen – Englisch, Französisch, Deutsch, Italienisch, Rumänisch, Russisch und Spanisch) mit Carol Szabados. Practica automobilului, ein Bestseller, wurde in vier Ausgaben veröffentlicht. Das Buch gilt als „Bibel“ der rumänischen Automobiltechnik und ist in vielen Bibliotheken von Automobilenthusiasten weit verbreitet.
Petre Cristea starb am 6. Juli 1995 im Alter von 89 Jahren in Bukarest.